# دوتا أندرلوردس
دوتا أندرلوردس (بالإنجليزية: Dota Underlords)‏ هي لعبة فيديو من تطوير ونشر فالف، صدرت في 25 فبراير 2020 وتعمل على أجهزة أندرويد، آي أو إس، ويندوز، ماك أو إس ولينكس. وهي النسخة الرابعة من سلسة دوتا.
وقد حصلت اللعبة على أكثر من مليون عملية تنزيل من جوجل بلاي.